# Comandra
Genre
Espèce
Classification APG III (2009)
Comandra est un genre de plante nord-américain et européen de la famille des Santalaceae. C'est un genre monotypique, avec une seule espèce, Comandra umbellata appelé communément Comandre à ombelle.

## Description
La comandre est une plante herbacée vivace qui atteint environ 8 à 34 cm de hauteur. Les feuilles mesurent jusqu'à 3,3 cm de long et sont disposées en alternance. Les fleurs n'ont pas de pétales, mais ont cinq sépales blanc verdâtre ; les fleurs sont parfaites, contenant à la fois des structures mâles et femelles. Les fleurs sont pollinisées par les insectes. Le fruit est une drupe de 4 à 6 mm d'épaisseur. Elle préfère pousser dans des sols plus secs, sablonneux.
Elle comprend trois sous-espèces :
- C. u. ssp. californica
- C. u. ssp. pallida
- C. u. ssp. umbellata

## Répartition
Comandra a une distribution disjointe en Amérique du Nord et en Méditerranée.

## Écologie
Comandra umbellata est une plante hémiparasite, car elle peut avoir une synthèse chlorophyllienne. Elle a une large gamme d'hôtes, parasitant plus de 200 espèces végétales connues : Acer, Antennaria, Aster, Betula, Carex, Solidago, Fragaria, Populus, Quercus, Rosa, Rubus, Vaccinium... et quelques herbes.
Comandra umbellata est la plante hôte d’Acleris comandrana, Ochromolopis ramapoella, Xenotemna pallorana.

## Pathogènes
Comandra umbellata est l'hôte alternant de la rouille - tumeur oblongue (Cronartium comandrae), un champignon de la rouille qui affecte les espèces de pin en Amérique du Nord. Elle peut causer des pertes d'arbres allant jusqu'à 7% dans certaines régions où elle est courante.
Lorsque C. umbellata est infecté par les éciospores de la rouille de l'hôte du pin, des taches jaunes ressemblant à des cloques portant des urédospores apparaissent sur les feuilles de la plante dans les 20 jours. Au cours des semaines suivantes, les téliospores se développent sur des telia bruns et ressemblant à des cheveux qui germent pour produire des basidiospores, le stade de vie fongique capable d'infecter les pins

## Usage
Une décoction des parties de la plante fut faite par les Navajos à des fins narcotiques et médicinales. En période de pénurie alimentaire, les baies furent utilisées par les Amérindiens comme source de nourriture, et bien que petites, elles ont un goût sucré.

### Comandra
- (en) BioLib : bastard toadflax
- (en) Catalogue of Life : Comandra Nutt. (consulté le 11 décembre 2020)
- (en) Flora of North America :  Comandra
- (fr + en) EOL : Bastard Toadflax
- (fr + en) GBIF : Comandra Nutt.
- (en) GRIN : genre  Comandra Nutt.  (+liste d'espèces contenant des synonymes)
- (en) IPNI : Comandra Nutt.
- (en) IRMNG : Comandra Nuttall, 1818
- (fr + en) ITIS : Comandra Nutt.
- (en) NCBI : Comandra (taxons inclus)
- (en) Tropicos :  Comandra Nutt.    (+ liste sous-taxons)

### Comandra umbellata
- (en) BioLib : bastard toadflax
- (en) Catalogue of Life : Comandra umbellata (L.) Nutt. (consulté le 11 décembre 2020)
- (en) Flora of North America :  Comandra umbellata
- (fr + en) EOL : Bastard Toadflax
- (fr + en) GBIF : Comandra umbellata Nutt.
- (en) GRIN : espèce  Comandra umbellata (L.) Nutt.
- (en) IPNI : Comandra umbellata (L.) Nutt.
- (en) IRMNG : Comandra umbellata (L.) Nutt.
- (fr + en) ITIS : Comandra umbellata (L.) Nutt.
- (en) NCBI : Comandra umbellata (taxons inclus)
- (en) The Plant List :  Comandra umbellata (L.) Nutt.    (source : KewGarden WCSP)
- (en) Tropicos :  Comandra umbellata (L.) Nutt.    (+ liste sous-taxons)